# 加納 (北卡羅萊納州)
加納（英語：Garner）是一個位於美國北卡羅萊納州韋克縣的城鎮。

## 人口
根據2020年美國人口普查的數據，加納的面積為47.44平方千米，當中陸地面積為47.32平方千米，而水域面積為0.12平方千米。當地共有人口31159人，而人口密度為每平方千米657人。